# José Alencar

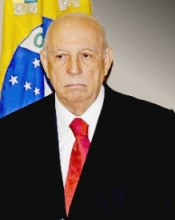
José Alencar

José Alencar Gomes da Silva (n. 17 octombrie 1931 - d. 29 martie 2011) a fost un politician brazilian, ocupând din 2003 fotoliul de vicepreședinte al Braziliei în mandatul președintelui Luiz Inácio Lula da Silva.